# 乐天电视
樂天TV（Rakuten TV）是由日本樂天營運的隨選視訊(VOD)串流服務平台。

## 概述
樂天TV由樂天旗下的日本的Rakuten SHOWTIME和歐洲區的Wuaki.tv於2017年7月更名而成。總部位於西班牙巴塞隆納，主要負責歐洲區的營運，包括西班牙、英國、法國、德國、義大利、瑞典、芬蘭、奧地利、愛爾蘭、比利時、克羅埃西亞、荷蘭、盧森堡、波蘭、葡萄牙、烏克蘭和瑞士。
此平台不收取月費，採用依內容收費的收費結構。Rakuten 會員必須註冊，並允許使用者「賺取並使用 Rakuten Points」和「賺取並使用優惠券 (RaCoupon)」作為 Rakuten 服務。樂天TV也會製作和發行原創內容，並直播太平洋聯盟棒球官方比賽（Rakuten Pacific League Special）、寶塚歌劇團、音樂和舞台表演等直播活動。

## 历史
2001年11月22日，日本有線Broad Networks（後為 USEN，現為 U-NEXT HOLDINGS）与樂天株式會社合資成立Showtime株式會社。
2002年2月1日，ShowTime在日本推出网络电视服务。 当时的乐天为每一个连接提供商（ISP）都提供了放送服务；除此之外，如果用户使用的是ADSL或FTTH等宽带线路，则也可以在不受ISP控制的情况下享受该服务。
2009年2月27日，USEN宣布把Showtime一部分的股份轉讓給樂天，並於3月25日成為樂天的全資子公司。
2011年12月1日，將公司名稱改為樂天Showtime株式會社  。
2014年2月12日，把對先前作為Showtime的OEM網站提供給樂天的樂天Video進行了更新，並推出了視頻分發服務樂天Showtime 。
2016年4月1日，樂天Showtime株式會社被其母公司樂天株式會社吸收合併。
2017年7月1日，樂天Showtime與歐洲網路電視服務平台Wuaki.tv合併，更名為樂天TV。

## 内容
截至2019年7月8日，乐天TV已经放送逾18万个节目，其中涵盖了共16个板块的服务，其中包括西方电视节目、日本电视节目、海外电视剧、台湾电视剧、日本国产电视剧、韩剧、动漫、儿童、综艺、偶像、游戏、舞蹈、音乐、纪录片、体育和成人栏目。

### 付费标准
1. 个人租赁（通过使用流媒体放送）：用户可以选择一种内容或一种内容包进行付费。这些内容都有观看期限，用户在购买后可以在观看期限内无限次观看。
2. 个人购买（通过使用流媒体放送）：用户可以选择一种内容或一种内容包进行付费。付费后这些内容将没有观看期限，只要在约定的时间内，就可以随意观看。用户还可以在智能手机或平板电脑上下载一些动漫和成人类音频。
3. 包月无限观看包：用户通过支付月费或年费来获取在合同期内观看包中的所有内容的资格。这些月费或年费都采用自动续订。除了某些内容只有高级会员才能无限观看之外，所有内容都可以下载观看。

## 支持设备
乐天TV兼容的设备如下。
- 智慧型手機與平板電腦
  - Android 5.0 或更高版本
  - iOS 11.2 或更高版本
- 電腦
  - Windows 8、10
  - macOS 10.11或更高版本
- 電視
  - AQUOS（夏普）
  - REGZA（TVS REGZA）
  - VIERA（松下）
  - 海信
- 機上盒
  - Chromecast
  - Apple TV
  - Amazon Fire TV
- 遊戲機
  - PlayStation 4

## 付款方法
除了可以透過樂天 ID 以「信用卡」和「Rakuten Points」付款，也支援透過智慧型手機營運商付款（如docomo、au、SoftBank等），但部分內容和功能（例如成年內容）無法透過以此方式付款收看。